# Dusona japonica
Dusona japonica (лат.) — вид мелких наездников—ихневмонид (Ichneumonidae) рода Dusona из подсемейства Campopleginae.

## Распространение
Азия: Сибирь, Средняя Азия (Узбекистан, Кыргызстан, Казахстан), Дальний Восток (Китай, Южная Корея, Япония, Россия), Индия. Встречается в России (Иркутская область, Сахалин).

## Описание
Длина тела от 10 до 13 мм. Жгутик усика состоит из 48—52 члеников. Клипеус слабо выпуклый. Внутренние края глаз несут орнамент в виде глубокого выреза напротив основания усиков. Зеркальцо переднего крыла большое и от его середины отходит 2-я возвратная жилка. Дыхальце проподеума удлинённое. Брюшные сегменты сжатые с боков, красновато-чёрные. Поперечное сечение первого брюшного сегмента трапециевидное или квадратное. Нижнечелюстные щупики 5-члениковые, нижнегубные щупики состоят из 4 сегментов. Предположительно, паразитируют на гусеницах бабочек.
Вид был впервые описан в 1906 году английским энтомологом Петером Камероном (Cameron Peter; 1847—1912) и ревизован в 2014 году корейскими гименоптерологами Дж.-К. Хои и Ж.-В. Ли (Jin-Kyung Choi, Jong-Wook Lee; Department of Life Sciences, Yeungnam University, Gyeongsan, Южная Корея), включён в состав рода Dusona (триба Limneriini).